# Reményi János
Reményi János (Almamellék, 1931. május 8. – Balatonfüred, 1996. július 20.) magyar karnagy.

## Életpályája
1949-ben érettségizett a Pécsi Állami Líceumban. 1951-ben felvételt nyert a budapesti Liszt Ferenc Zeneművészeti Főiskola karvezető szakára, ahol Vásárhelyi Zoltán növendéke lett. 1954-től friss diplomásként a szolnoki Bartók Béla Zeneiskolához nevezték ki szolfézstanárnak. 1956-tól a miskolci Erkel Ferenc Zeneiskolában tanított szolfézst. A Diósgyőr-Vasgyárban végzettt oktató munkájával párhuzamosan a miskolci Bartók Béla Zeneművészeti Szakközépiskolában is tanított (1961-től kinevezett oktatóként), szolfézst és zeneelméletet, valamint a szakiskola leánykarát vezette. 1961-ben egy korábban baráti társaságból alakított kórusból, amely az újdiósgyőri templomban működött, létrejött a Rónai Sándor Művelődési központ Kamarakórusa, aminek később a vezetője lett. Ebből a vegyeskarból alakult meg 1975-ben a Miskolci Bartók Kórus. A Bartók Kórussal kortárs művek sorát mutatta be (Kocsár Miklós, Soproni József és mások), majd egyre jobban előtérbe kerültek az oratórium bemutatók (Purcell, Mozart, Haydn, Beethoven, Händel, Bach stb.).
1966 szeptemberétől meghívást kapott a Liszt Ferenc Zeneművészeti Főiskola Zeneiskolai Tanárképző Intézet miskolci tagozatára karvezetést tanítani. 1977-től főiskolai docens, majd főiskolai tanár. 1970-től a miskolci 6. sz. Általános Iskola ének-zene tagozatának a kórusát vezette. Ebben az időben vezette a szerencsi pedagógus kórust is. 1985-ben elhagyta Miskolcot, és a Magyar Rádió Gyermekkórusának a művészeti vezetője lett, egészen 1995-ig. A Gyermekkórus mellett az ELTE Énektanárképző és Karvezető szakán tanított.
1994. május 11-én, Miskolc város napján vehette át a Miskolc díszpolgára elismerést, amelyről a város „Arany könyv”-e is megemlékezik.

## Díjai
- Szocialista kultúráért (1973)
- Reményi Ede-díj (1974)
- Kodály emlékérem (1979)
- SZOT-díj (1980)
- Liszt Ferenc-díj (1981)
- Kodály emlékérem (1983)
- Miskolc díszpolgára (1994)
- Németh László-díj (1996)